# Clèmerson Merlin Clève
Clèmerson Merlin Clève (Pitanga, 21 de novembro de 1958) é um jurista e advogado brasileiro. É professor titular de direito constitucional da Universidade Federal do Paraná (UFPR) e do Centro Universitário Autônomo do Brasil (UniBrasil).
É conhecido por suas diversas obras jurídicas de direito público, tendo sido finalista do Prêmio Jabuti 2015.

## Biografia
Filho de Jeorling Joely Cordeiro Clève e de Dirce Doroti Merlin Clève, nasceu em Pitanga, no Estado do Paraná.
Formou-se em direito pela Universidade Federal do Paraná em 1980. É mestre em direito pela Universidade Federal de Santa Catarina (1983),  pós-graduado em direito público, pela Université Catholique de Louvain (1984-1985) e obteve o doutorado, pela Pontifícia Universidade Católica de São Paulo (1992), sob orientação do Prof. Dr. Celso Ribeiro Bastos.
Foi procurador do Estado do Paraná de 1986 até 2009, procurador da República de 1990 a 1992, e juiz eleitoral substituto do Tribunal Regional Eleitoral do Paraná de 1999 a 2000.
Foi professor auxiliar da Universidade Federal do Paraná de 1986 a 1989, ingressando como professor efetivo em 1992. Também é docente do Centro Universitário Autônomo do Brasil (UniBrasil) desde 1999.
Foi professor visitante, entre os anos de 2011 e 2014, do Máster Universitario en Derechos Humanos, Interculturalidad y Desarrollo e do Doctorado en Ciencias Jurídicas y Políticas da Universidad Pablo de Olavide, em Sevilha (Espanha).
Em estudo realizado pelos advogados Bruno Meneses Lorenzetto e Pedro Henrique Gallotti Kenicke, divulgado nos sites Conjur e Migalhas, de acordo com os acórdãos proferidos pelo Supremo Tribunal Federal, em controle de constitucionalidade, entre os anos de 1988 a 2012 constatou-se que Clève é um dos constitucionalistas mais citados pela Corte (em sete Ações Diretas de Inconstitucionalidade - ADI).
Em 2014, foi indicado pelo ministro da Justiça José Eduardo Cardozo para compor a Comissão de Especialistas que redigiu o Anteprojeto da Nova Lei de Migração, texto que compôs a redação final do PL n. 2.516/2015 que deu origem à Lei n. 13.445/2017, a Lei de Migração.
Em 2017, foi indicado para ser membro da Comissão Nacional de Estudos Constitucionais (CNECO) do Conselho Federal da Ordem dos Advogados do Brasil. Participam dessa comissão juristas eminentes como José Afonso da Silva, Dalmo de Abreu Dallari, Arnoldo Wald, Carlos Mario da Silva Velloso, Paulo Bonavides, José Paulo Sepúlveda Pertence, Juarez Freitas, entre outros.
Nos meses de fevereiro, março, abril e junho de 2015, e em janeiro de 2017, seu nome foi cotado pela imprensa para ocupar o cargo de ministro do Supremo Tribunal Federal, nas vagas dos ministros Joaquim Barbosa e Teori Zavascki.
Em 2017, foi lembrado por diversos veículos de imprensa como o orientador dos juízes Sergio Moro e João Pedro Gebran Neto, julgadores dos casos da Operação Lava Jato, no Programa de Mestrado em Direito Constitucional da UFPR.
Recebeu o título de "Grande Porta-Voz do Paraná", em junho de 2018.